# Magma (Band)
Magma ist eine 1969 gegründete französische Progressive-Rock-Band. Die Band hat das Genre des Zeuhl begründet und trug viele Texte in der Kunstsprache Kobaïanisch vor. Die Kunstsprache wurde neben treibenden Basslinien und polyphonem Chorgesang zu einem wichtigen Stilmerkmal des Zeuhl.

## Werdegang

### Gründung und klassische Phase (1969 bis 1984)
Magma wurde 1969 vom Schlagzeuger Christian Vander (* 21. Februar 1948) und dem Bassisten Laurent Thibault gegründet. Zur kurzlebigen Gründungsbesetzung zählten auch Francis Moze (Keyboards), Lucien Zabu Zabuski (Gesang), Eddy Rabbin (Keyboards), Claude Engel (E-Gitarre), René Garber (Bassklarinette), Guy Marco (Trompete) und René Morizur (Saxophon). Ihren ersten Auftritt hatte Magma im August 1969 als Vorgruppe der Band Martin Circus im Pariser Club Rock&Roll Circus, in dem sich viele der Bandmitglieder zuvor kennengelernt hatten. Auf dem Konzert spielten sie eine Version des Titels Kobaïa, die das Publikum überwältigte und sprachlos machte, erst nachdem der amerikanische Klassikpianist Klaus Knuth jubelnd auf einen Tisch stieg, taute auch das Publikum auf.
Laurent Thibault überließ den Bass Francis Moze und widmete sich der Produktion von Magmas Debütalbum, das von Knuth mit 10.000 US-Dollar unterstützt wurde. Klaus Blasquiz traf erstmals im Studio Mathurin Régier auf die dort probende Band, doch diese hatte kein Interesse ihn aufzunehmen. Während einer Probeaufnahme sang Blasquiz einen leisen Hintergrundgesang mit, der indirekt über das Mikrofon des Klaviers aufgezeichnet wurde. Nachdem Vander die Aufnahme abhörte wurde Blasquiz kurz darauf an Stelle von Zabu gesetzt. Das erste Album, Magma (später Kobaïa), wurde dann im April 1970 von der Besetzung Christian Vander, Engel, Moze, Teddy Lasry (Sopransaxophon), François Cahen (Piano) und Blasquiz (Gesang) eingespielt, verstärkt durch die Bläser Richard Raux und Alain Charlery, die für das zweite Album 1001° Centigrades von 1971, das ohne den Gitarristen Claude Engel aufgenommen wurde, durch Yoch’ko „Jeff“ Seffer und Louis Toesca ersetzt wurden. Diese beiden ersten Magma-Alben waren stärker am Jazz/Jazzrock ausgerichtet als das Folgealbum, und die Kompositionen wurden von verschiedenen Bandmitgliedern beigesteuert. Diese Besetzung blieb bis Mai 1972 stabil. Vander, Thibault und Blasquiz entwickelten gemeinsam die Geschichte und Sprache des Kobaïanischen Universums als Grundlage ihrer Musik und bauten sie weiter aus. Ende Juli 1970 spielten Magma den Soundtrack für den geplanten Film 24 Heures Seulement über das 24-Stunden-Rennen von Le Mans ein, der jedoch nie realisiert wurde.
Zwischen diesen beiden Erstlingswerken verließ Thibault die Band, um in Zusammenarbeit mit Philips ein eigenes Label namens Thélème zu gründen. Für dieses spielten 1971 Magmamusiker zusammen mit Tito Puente (Trompete) und Lionel Ledissez (Bass) unter dem Pseudonym Univeria Zekt das Album The Unnamables ein, das eher im Jazz als im Zeuhl anzusiedeln ist und das breitere Höhererschichten an die Musik Magmas heranführen sollte. Es war das einzige Album das unter diesem Bandnamen veröffentlicht wurde.
Moze, Cahen, Lasry, Seffer und Toesca verließen 1972 die Band, es stießen die Keyboarder Jean-Luc Manderlier und Gérard Bikialo, der Bassist Jean-Pierre Lembert, der Gitarrist Marc Fosset und die Sängerin Stella Vander, die damalige Ehefrau von Christian Vander, zur Band hinzu, die in Zukunft allerdings dennoch mit wechselnden Besetzungen auftrat, da die neuen Musiker auch in anderen Projekten engagiert waren. Auch René Garber, der bereits zur Erstbesetzung gehört hatte, war wieder an Aufnahmen beteiligt. Nach dem Weggang von Marc Fosset stieß im ersten Halbjahr 1973 der Gitarrist Claude Olmos zur Band. Zu dieser Zeit schloss sich ebenfalls Jannick Top Magma an, der Lembert am Bass ersetzte.
Im Januar 1973 spielte die Formation S. und C. Vander, Lembert, Blasquiz, Manderlier, Garber zusammen mit dem Chœurs De La Storchhaus eine Alternativversion zu Mekanïk Destruktïw Kommandöh, dem nächsten Magma-Album, ein, die jedoch von dem Plattenlabel A & M verworfen wurde. Diese Aufnahme wurde 1989 unter dem Titel Mekanïk Kommandöh veröffentlicht. Eigentlich wollte Vander Köhntarkösz als drittes Album veröffentlichen, was das Plattenlabel aber ablehnte und auf Mekanïk Destruktïw Kommandöh bestand. Die Titel von Mekanïk Destruktïw Kommandöh wurden ausnahmslos von Christian Vander komponiert. Das Album wurde in der Besetzung Christian Vander, Top, Blasquiz, Manderlier, Garber, Claude Olmos, Lasry, Stella Vander und vier weiteren Sängerinnen eingespielt. Das Album ist ein Konzeptalbum, das in 7 Sätze unterteilt ist, und wird von vielen als das Meisterwerk der Band betrachtet. Das Musikmagazin eclipsed wählte Mekanïk Destruktïw Kommandöh auf den 28. Platz seiner Liste der 150 wichtigsten Prog-Alben. Im Juni 2015 wählten Redakteure des Magazins Rolling Stone das Album auf Platz 24 der 50 besten Progressive-Rock-Alben aller Zeiten. Die französische Ausgabe listete 2010 das Album auf Platz 33 der 100 besten französischen Rock-Alben. In Jean Yannes Satirefilm Pardon, Genossen! Edel sei der Mensch, hilflos und reich (Originaltitel: Moi y'en a vouloir des sous) spielten Magma den etwa dreiminütigen Titel Dotz Hündin, der bisher nie auf Platte veröffentlicht wurde.
Im April 1974 nahmen C. und S. Vander, Blasquiz und Top das Album Ẁurdah Ïtah auf, auf dem die letztendliche Version der Filmmusik zum Film Tristan et Yseult von Yvan Lagrange zu hören ist. Ursprünglich als Soloalbum von Christian Vander erschienen, gehört es heute zum Repertoire von Magma.
Auch als Konzeptalbum konzipiert ist das Album Köhntarkösz von 1974, zu dem Jannick Top das Stück Ork Alarm beitrug. Alle anderen Stücke des von C. und S. Vander, Top, Blasquiz, Bikialo, Michel Graillier (Piano) und Brian Godding (Gitarre) eingespielten Albums sind Kompositionen von Christian Vander. Die Aufnahmen erfolgten im Mai 1974. Köhntarkösz war klanglich wieder originell aber kommerziell nicht erfolgreich, worauf das A & M die Zusammenarbeit mit Magma beendete, was sich negativ auf die finanzielle Sicherheit der Band auswirkte. Um das Fortbestehen der Band zu sichern wurde das eigene Plattenlabel Utopia Records gegründet. Für jene, die in den frühen Siebzigern keine Gelegenheit hatten, die Band live zu erleben, veröffentlichte Magma im Jahr 1975 eine Live-Doppel-LP, die unter dem Namen Live / Hhaï erschien, die bei Konzerten zwischen dem 1. und 5. Juni 1975 in der Pariser Tavern de l'Olympia aufgenommen wurde. Zu hören sind S. und C. Vander, Klaus Blasquiz, Bernard Paganotti am Bass, Gabriel Federow an der Gitarre, Benoit Wîdemann und Jean-Pol Asseline an den Keyboards und der damals 19-Jährige Didier Lockwood an der Geige. Die beiden Stücke Hhai und Lihns waren vorher noch auf keinem Studioalbum zu hören. Der Chilenische Regisseur Alejandro Jodorowsky wollte, das neben Pink Floyd auch Magma Teile der Filmmusik zu seiner Verfilmung von Frank Herberts Roman Dune (Der Wüstenplanet) beisteuerten, was jedoch scheiterte, nachdem sich seine Geldgeber aus dem Projekt zurückzogen hatten.
Im Mai 1976 fanden Aufnahmen für das geplante Doppel-Album Emëhntëht-Rê statt. Da es neben Emëhntëht-Rê das von Jannick Top komponierte Stück De Futura enthalten sollte, fanden die Aufnahmen mit Top am Bass und Graillier an den Keyboards statt. Da Vander mit dem Ergebnis unzufrieden war, wurden die Aufnahmen nicht veröffentlicht. Aufgrund vertraglicher Verpflichtungen wurde 1976 stattdessen das Album Üdü Ẁüdü mit C. und S. Vander, Top, Blasquiz, Paganotti, Graillier, Lisa Deluxe, Lucille Culaz und Catherine Szpira (alle drei Gesang), Patrick Gauthier (Piano, Synthesizer), Pierre Dutour (Trompete) und Alain Hatot (Saxophone, Flöte) veröffentlicht. Auf dieser Platte findet sich die in der Besetzung Vander, Top und Blasquiz aufgenommene Top-Komposition De Futura. Ursprünglich erschien Üdü Ẁüdü daher auch unter der Bezeichnung VANDERTOP. Die CD-Wiederveröffentlichung von Üdü Ẁüdü enthält als Bonus einen Ausschnitt aus den ursprünglichen Aufnahmen von Emëhntëht-Rê. Aus Enttäuschung darüber, dass sie bei den Aufnahmen zu Emëhntëht-Rê nicht teilgenommen hatten, beschlossen Paganotti und Gauthier, Magma zu verlassen und die Band Weidorje zu gründen, so dass Magma im Sommer 1976 nur noch aus C. und S. Vander, Blasquiz, Federow, Lockwood und Widemann bestand. Daraufhin reformierte Vander die Band, die zwischen Oktober und November 1976 eine Tour in der Besetzung C. und S. Vander, J. Top, K. Blasquiz, M. Graillier, D. Lockwood und G. Federow spielte, darunter zwei Wochen im Théâtre de la Renaissance in Paris. Nach dieser Tour verließen alle Musiker die Band, und nur Vander und Blasquiz übrig blieben.
Da für Anfang 1977 weitere Konzerte vereinbart waren, verpflichtete Vander die Begleitband von Alan Stivell, so dass Magma ab Januar 1977 aus C. und S. Vander, Blasquiz, G. Delacroix (Bass), J. de Antoni (Gitarre), B. Widemann, C. Bailly (zweites Schlagzeug), F. Berteaux (Gesang) und L. Bois (L. Deluxe) (Gesang) bestand. Zusätzlich veränderte er das Erscheinungsbild der Band, die von nun an nicht mehr komplett in Schwarz gekleidet auftrat. Da kein Studio-Album in Aussicht war, wurde 1977 das Album Inédits veröffentlicht. Es enthält Live-Mitschnitte verschiedener Formation von Magma zwischen 1972 und 1975. Zu hören sind bislang unveröffentlichte Stücke, die bis dahin nie von einer Studiobesetzung eingespielt wurden, aber zum regelmäßigen Live-Repertoire der Band gehörten. Das Cover des Albums Attahk von 1978, das musikalisch getragener, streckenweise fast schon sakral erscheint, entwarf HR Giger. Produzent und Toningenieur war wieder Laurent Thibault. Die Besetzung bestand aus S. und C. Vander, Garber, Wîdeman, Deluxe, Blasquiz, Guy Delacroix (Bass), Tony Russo (Trompete) und Jacques Bolognesi (Posaune). Christian Vander fungiert zum ersten Mal als Leadsänger, Blasquiz als Backgroundsänger. Aus diesem Album wurde zu Werbezwecken eine Single mit den Stücken Last Seven Minutes und Spiritual ausgekoppelt.
Anfang Juni 1979 verließ Klaus Blasquiz Magma, die Band löste sich auf und Vander konzentrierte sich auf sein Side-Projekt Alien. Zum zehnjährigen Bandjubiläum fanden vom 9.–11. Juni 1980 mehrere Konzerte mit Musikern aus den verschiedenen früheren Besetzungen und dem damals aktuellen Line-up statt. Die beiden dabei entstandenen, Retrospektïẁ I-II bzw. Retrospektïẁ III betitelten Alben von 1981 enthalten Aufnahmen der Jubiläumskonzerte. Eine stabile Besetzung bildete sich allerdings auch jetzt nicht heraus, feste Mitglieder blieben lediglich Christian und Stella Vander, Benoît Widemann, die Bassisten Jean-Luc Chevalier und Dominique Bertram (die zur gleichen Zeit zu zweit Bass spielten) der Sänger Guy Khalifa und die Sängerin Lisa Deluxe. Das 1984 erschienene Studioalbum Merci enthielt erstmals Anklänge an Disco und Funk. Es wurde von Christian und Stella Vander, Wideman, Khalifa, Deluxe, dem Schlagzeuger François Laizeau und dem Bassisten Marc Eliard eingespielt und von Bläsersätzen und weiteren bei einzelnen Stücken unterstützt. Die Texte waren nur noch partiell in Kobaïanisch, meist jedoch englisch und französisch. Außergewöhnlich für dieses Album ist auch, dass Christian Vander sich neben der Produktion auf Percussion, Gesang, Celesta, Keyboards und Klavier beschränkte und seinen angestammten Platz am Schlagzeug Leizeau überließ. Trotz der mitunter quirligen Melodien wurde im Pressetext darauf hingewiesen, dass die Stücke von Merci alle den Tod zum Thema haben. Mit Ooh ooh baby, dem funkigsten und vielleicht in der gesamten Bandgeschichte am wenigsten charakteristischen Titel, wurde auch erstmals eine Single nicht zur Promotion ausgekoppelt, die jedoch keinen kommerziellen Erfolg hatte. Auf der B-Seite ist Otis zu hören.
Die Alben Wurdah Ïtah (1974, eigentlich ein Vander-Solo-Album) und Mekanïk Destruktïw Kommandöh bilden mit dem Stück Theusz Hamtaahk vom Album Retrospektïẁ I-II die Trilogie Theusz Hamtaahk Trilogie. Eine zweite Trilogie aus den Alben Köhntarkösz, Köhntarkösz Anteria (2004) und Ëmëhntëhtt-Rê wurde 2009 fertiggestellt.

### Nach dem Ende Magmas (1984 bis 1995)
In der Folgezeit erschienen zahlreiche Alben von anderen Projekten Christian Vanders wie dem Christian Vander Trio (Jazz), Welcome (Jazz), Fusion (Fusion, Jazzrock), Offering oder Les Voix de Magma, bei denen auch Musiker von Magma beteiligt waren. Die beiden letztgenannten Projekte fügen sich klanglich nahtlos in das Magma-Gesamtwerk ein. Außerdem veröffentlichte Christian Vander Soloaufnahmen. 1987 gründeten Francis Linon, der Tontechniker von Magma, und Stella Vander die Plattenfirma Seventh Records. Unter dem Namen Magma erschienen für über zehn Jahre allerdings lediglich nachveröffentlichte Live-Aufnahmen aus den 1970er und frühen 1980er Jahren. Die einzige Ausnahme bildete das bereits erwähnte Album Mekanïk Kommandöh, das 1989 erschien.

### Comeback (1996 bis heute)

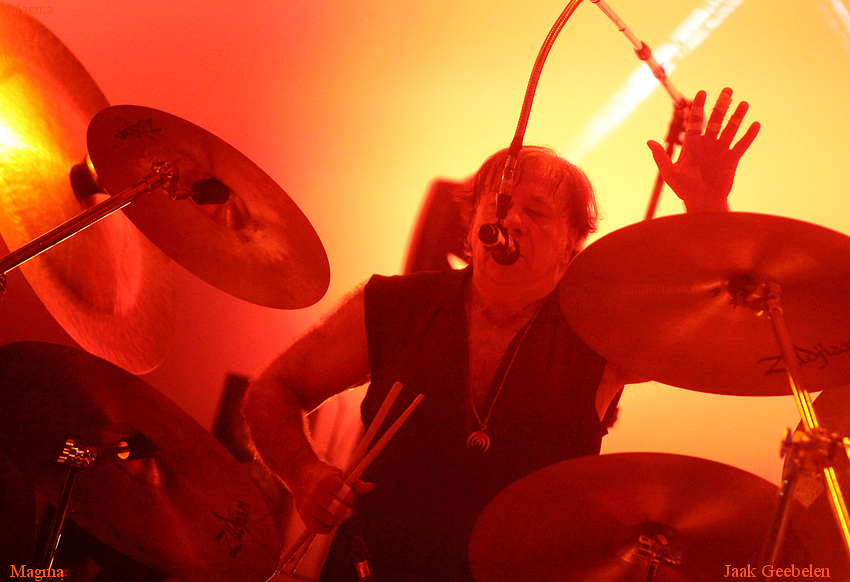
Christian Vander während einer Gesangspassage

1996 formierte Christian Vander Magma neu, nachdem ein Freund ihm anbot, eine Tournee zu organisieren, wenn er wieder eine Band zusammenstellt. Die Band, die im Dezember des
Jahres durch Frankreich tourte, bestand aus C. und S. Vander, Simon Goubert (Schlagzeug), Isabelle Feuillebois (Gesang), Philippe Bussonnet (Bass), Franck Vedel und Jean-Francois Déat (Keyboards) sowie dem Sänger Bertrand Cardiet. 1997 schied Simon Goubert aus, der Pianist Pierre-Michel Sivadier, der auch schon bei Offering spielte, stieß
hinzu. Zur zweiten Jahreshälfte schieden Vedel und Déat aus, Emmanuel Borghi (Keyboards) und James Mac Gaw (Gitarre) ergänzten die Band.
1998 erschien mit der Single Floe Essi/Ektah erstmals seit 1984 neu eingespieltes Material der Band.
Im Jahr 2000 feierte Magma das 30-jährige Bandjubiläum. In Paris im Le Trianon fanden im Mai drei Konzerte statt, bei denen erstmals die komplette Theusz Hamtaahk Trilogie aus Theusz Hamtaahk, Wurdah Ïtah und Mekanïk Destruktïw Kommandöh von derselben Band aufgeführt wurden. Dies geschah in der Besetzung C. und S. Vander, Feuillebois, Mac Gaw, Borghi, Bussonnet, Antoine Paganotti (Gesang, Piano) und Jean-Christophe Gamet (Gesang). Unterstützt wurde die Band teilweise von Julie Vander und Claude Lamamy (Gesang) bei Wurdah Itah bzw. einem Bläsersatz bei Mekanïk Destruktïw Kommandöh. Die Aufnahmen wurden als 3 CD-Set veröffentlicht.
Im Jahr 2004 legten Magma mit Köhntarkösz Anteria dann ein neues Album vor, das ein Stück aus den siebziger Jahren rekonstruiert und daher stilistisch direkt an die klassische Phase der Band Mitte der 70er Jahre anschließt (und erneut kobaïanische Texte aufweist). Die Besetzung bestand aus C. und S. Vander, Feuillebois, Mac Gaw, Borghi, Bussonnet, Antoine und Himiko Paganotti (Gesang) und Frédéric d’Oelsnitz (Fender Rhodes). Die kurz darauf erfolgte Veröffentlichung Uber Kommandoh ist eine nicht-autorisierte Kompilation. Ab 2006 setzte die Gruppe ihr Rekonstruktionswerk fort und arbeitete an Emëhntëht-Rê, einem albumfüllenden Stück, das 2009 ihre zweite Alben-Trilogie vervollständigte. Im Februar 2008 verließen die Paganotti-Geschwister und Emmanuel Borghi die Band aus persönlichen Gründen, werden aber bei Emëhntëht-Rê ebenso als Gastmusiker geführt wie auch Claude Lamamy, Marcus Linon (Sohn von Stella Vander und Francis Linon) und Pierre-Michel Sivadier. Die Hauptbesetzung bildeten C. u. S. Vander, Feuillebois, Hervé Aknin (Gesang), Benoît Alziary (Vibraphon), Mac Gaw, Bruno Ruder (Fender Rhodes) und Bussonnet.
Diese Besetzung war es auch, die im Jahr 2012 Félicité Thösz einspielte. Hierbei handelt es sich um ein Album aus neueren Kompositionen aus den Jahren 1992/1993 bzw. 2001/2002, die aber erst seit 2009 bei Konzerten von Magma zu hören waren. Bei den beiden nachfolgenden Studio-Minialben Rïah Sahïltaahk (2014) und Šlag Tanz (2015) ersetzte Jéremie Ternoy Bruno Ruder.
2015 tourte Magma erstmals durch China und gab Konzerte in Shenzhen, Peking und Shanghai. Ein durch Crowdfunding finanzierter Dokumentarfilm dazu kam 2016 in einige Londoner und Pariser Kinos und wurde später auf DVD aufgelegt. Im Juli 2015 gab James Mac Gaw bekannt, an Krebs erkrankt zu sein. Im Juli 2016 spielen Rudy Blas Gitarre und Jérôme Martineau-Ricotti Keyboards, die restliche Besetzung blieb gleich. Im Juni 2016 spielte Magma als Überraschungsgäste ohne Vorankündigung auf Hellfest in Clisson.
Am 7. Oktober 2022 erschien Magmas fünfzehntes Studioalbum Kartëhl, einem Gemeinschaftswerk der Bandmitglieder, bei dem die Tantiemen aus dem Titel Dëhndë einer wohltätigen Organisation für Menschen mit Autismus zugutekommen.

## Besetzung
In ihrer mehr als 50-jährigen Bandgeschichte hat Magma mit häufig wechselnden Besetzungen und Gastmusikern gespielt, so haben alleine bis 2009 insgesamt mehr als 150 Musiker bei Magma mitgewirkt, darunter: Benoît Alziary, Jean de Antoni, Jean-Pol Asseline, Clément Bailly, Florence Bertault, Dominique Bertram, Gérard Bikialo, Klaus Blasquiz, Jacques Bolognesi, Emmanuel Borghi, Philippe Bussonnet, François „Faton“ Cahen, Bertrand Cardiet, Alain Charlery, Paco Charlery, Jean-Luc Chevalier, Guida De Palma, Addie Déat, Jean-François Déat, Guy Delacroix, Liza Deluxe, Sandrine Destefanis, Lydia Domancich, Jean-Marc Duroure, Pierre Dutour, Marc Éliard, Thierry Eliez, Claude Engel, Gabriel Federow, Jean-Jacques Ferry, Marc Fosset, Jean Pierre Fouquey, Jean Christophe Gamet, René Garber, Patrick Gauthier, Erik Goger, Michel Graillier, Jim Grandcamp, Laura Guarrato, Alain Guillard, Yvon Guilard, André Hervé, Michel Hervé, Guy Khalifa, François Kokelaere, François Laizeau, Teddy Lasry, Jean-Pierre Lembert, Manu Leprince, Philippe Leroux, Francis Linon, Didier Lockwood, James Mac Gaw, Jean-Luc Manderlier, Guy Marco, Gerôme Martineau, Jérome Martineau-Ricotti, Joce Mienniel, Pierre Moerlen, René Morizur, Francis Moze, Frédéric d'Oelsnitz, Claude Olmos, Antoine Paganotti, Bernard Paganotti, Himiko Paganotti, Maria Popkiewicz, Eddie Rabin, Benedicte Ragu, Richard Raux, Bruno Ruder, Claude Salmieri, Yochk’o Seffer, Pierre-Michel Sivadier, Jeremy Ternoy, Laurent Thibault, Louis Toesca, Jannick Top, Julie Vander, Franck Vedel, Jacky Vidal, Doudou Weiss, Benoît Widemann und Lucien Zabuski (Zabu).

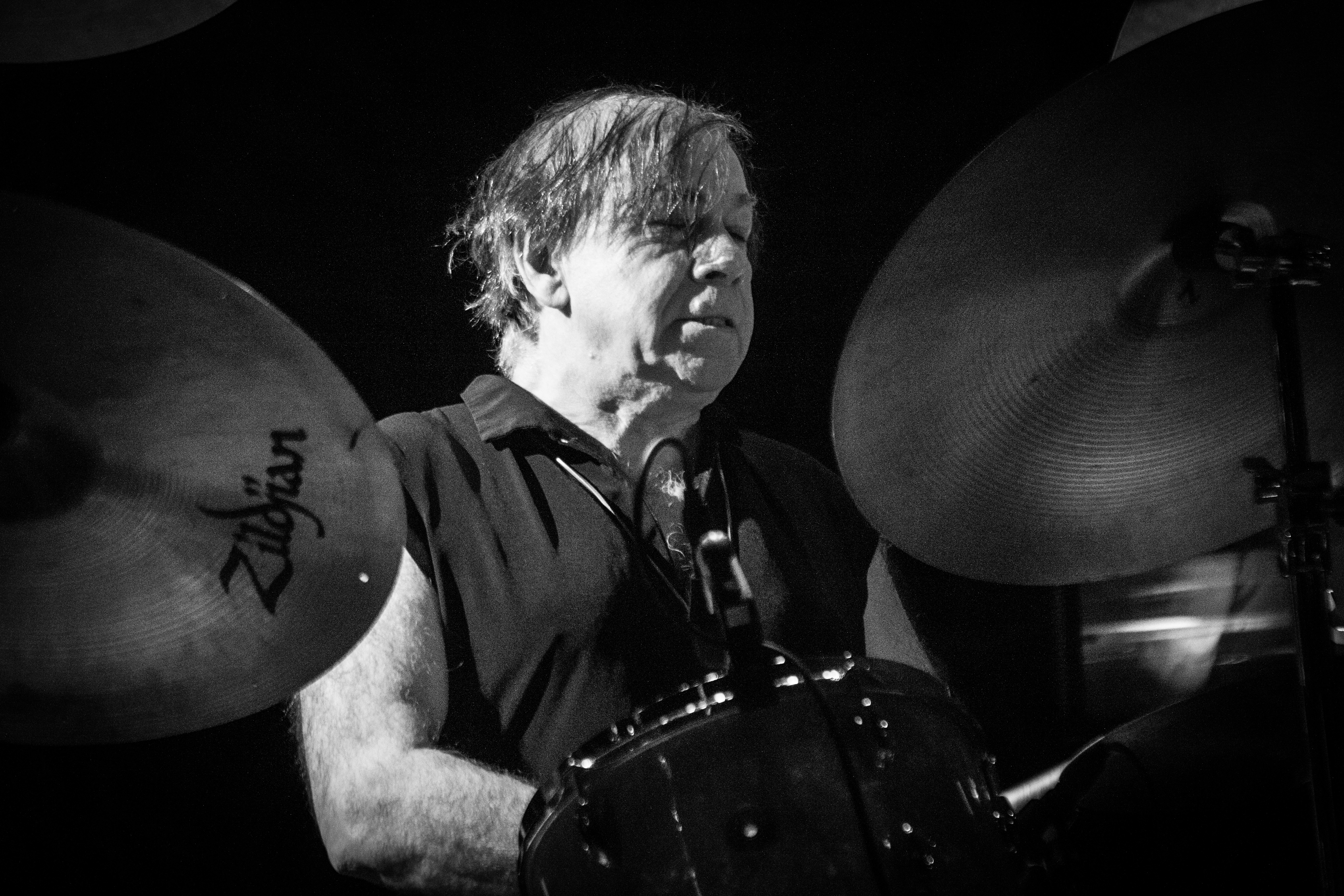
Christian Vander
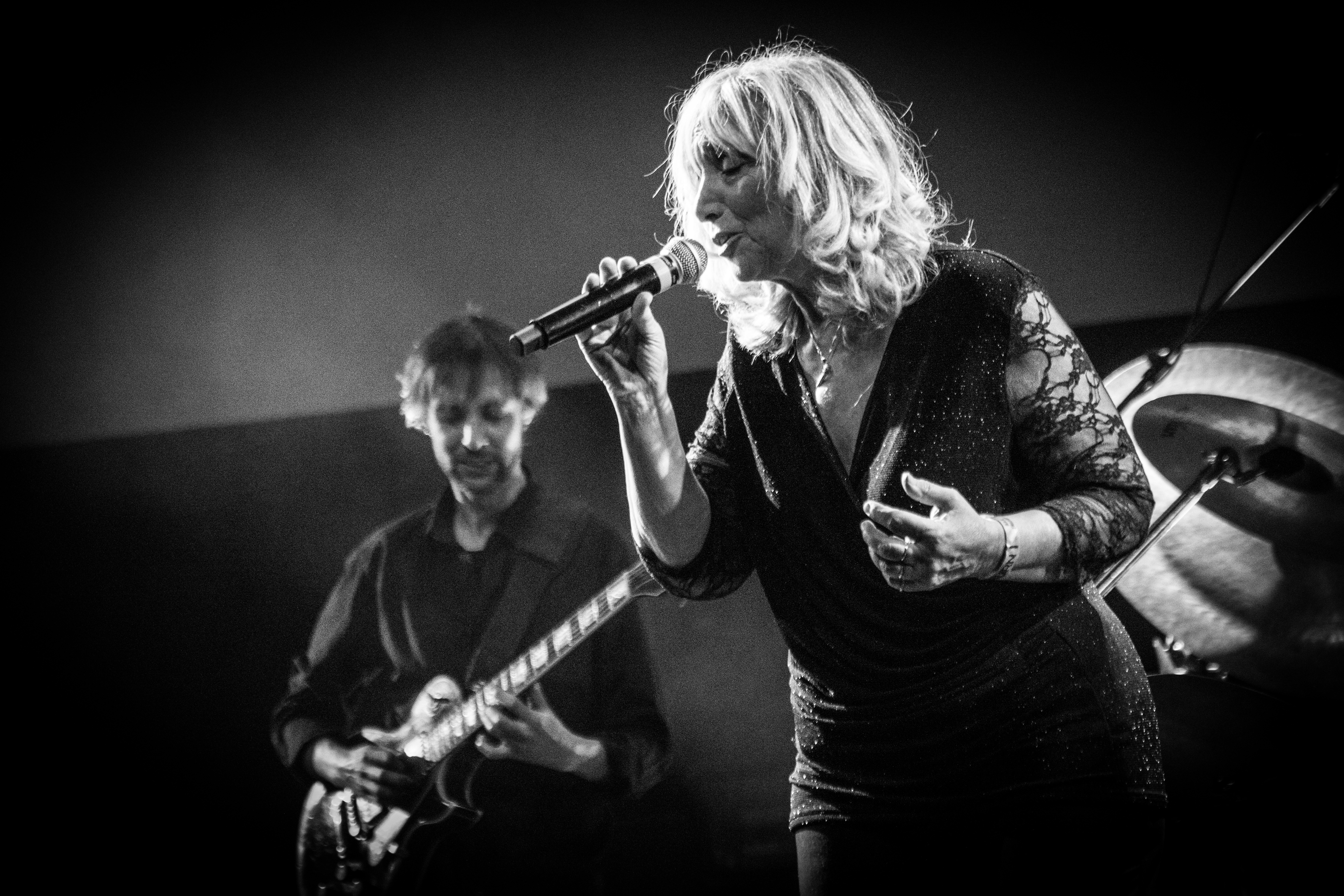
Stella Vander
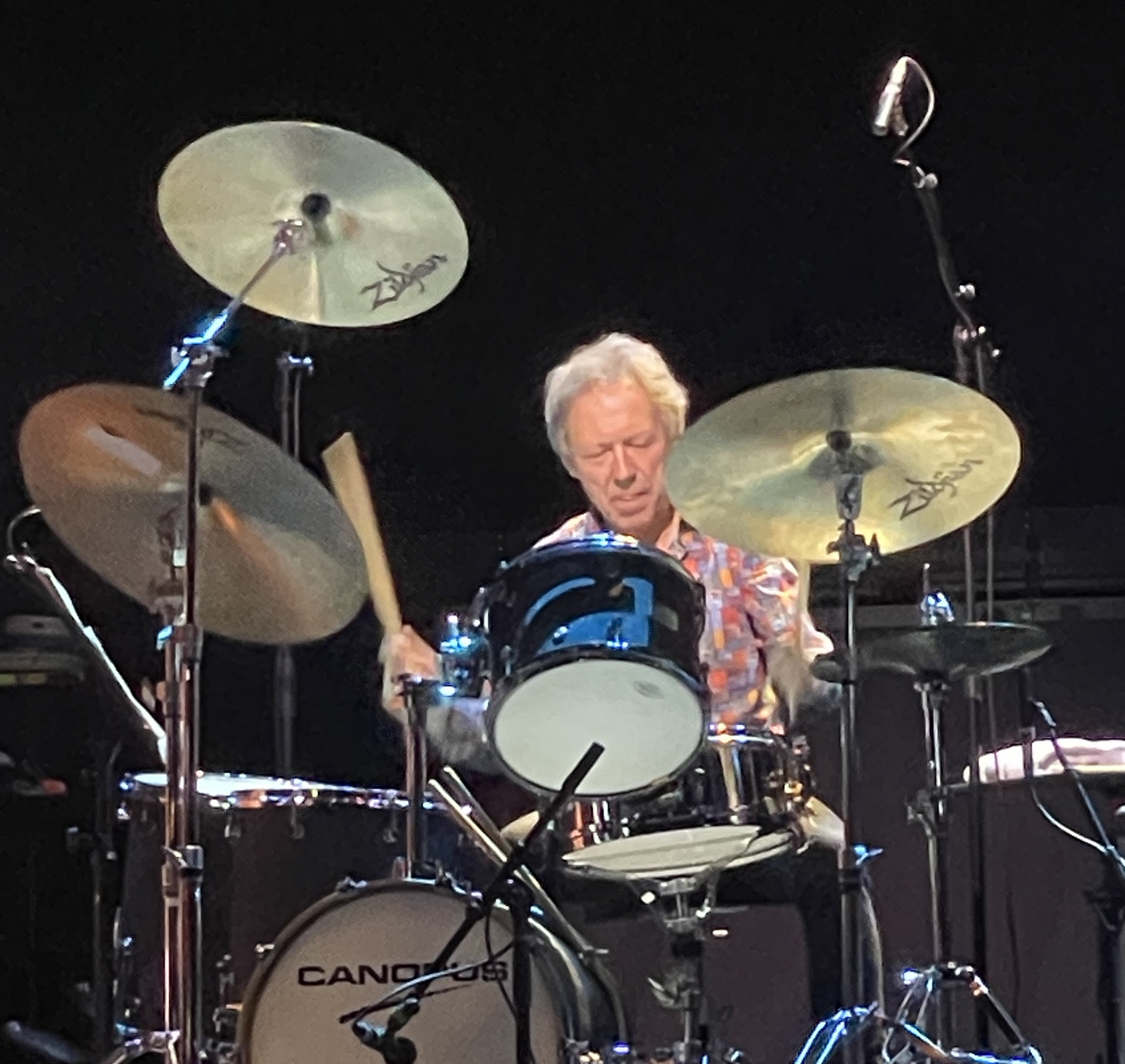
Simon Goubert
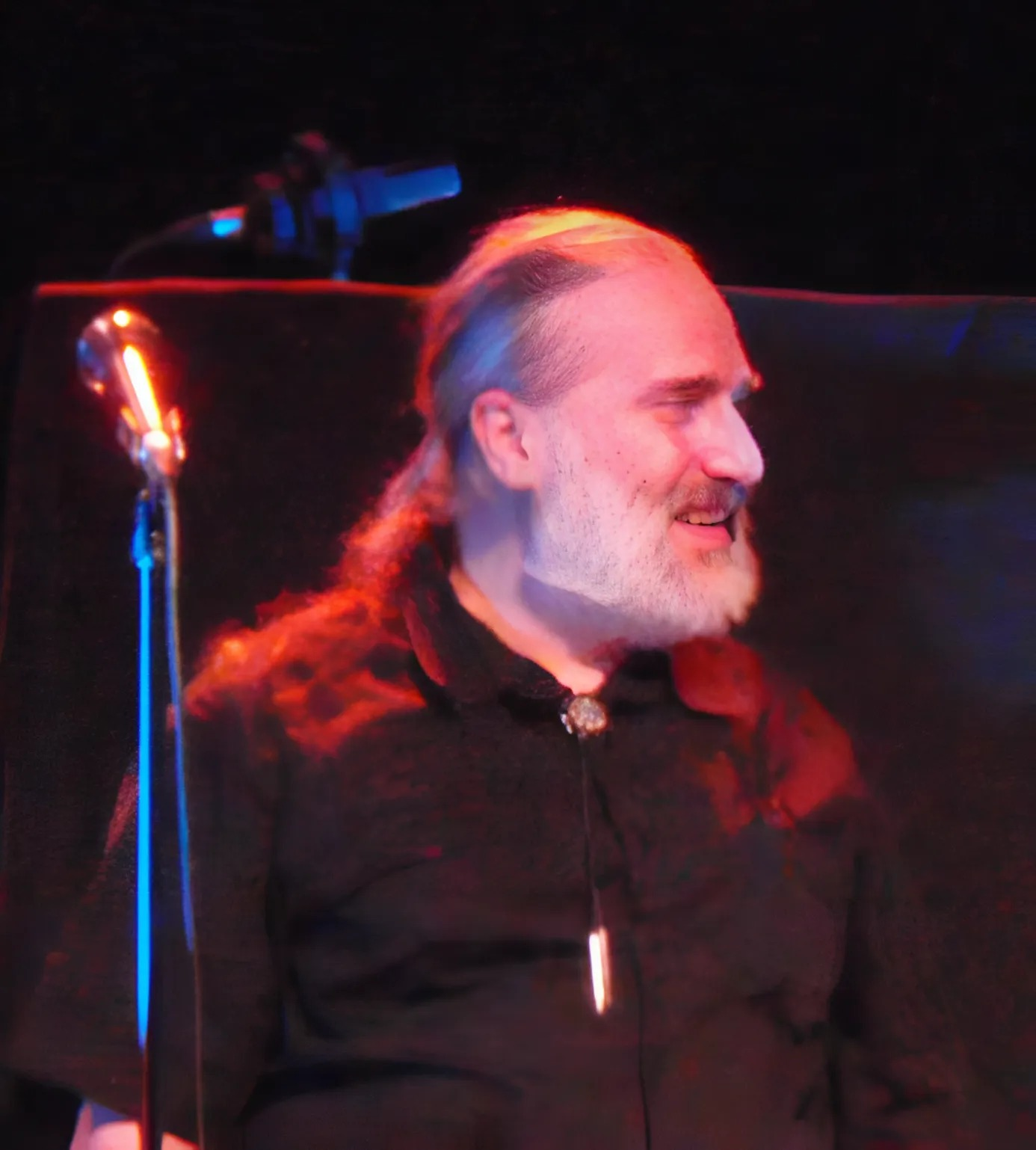
Klaus Blasquiz, 2009
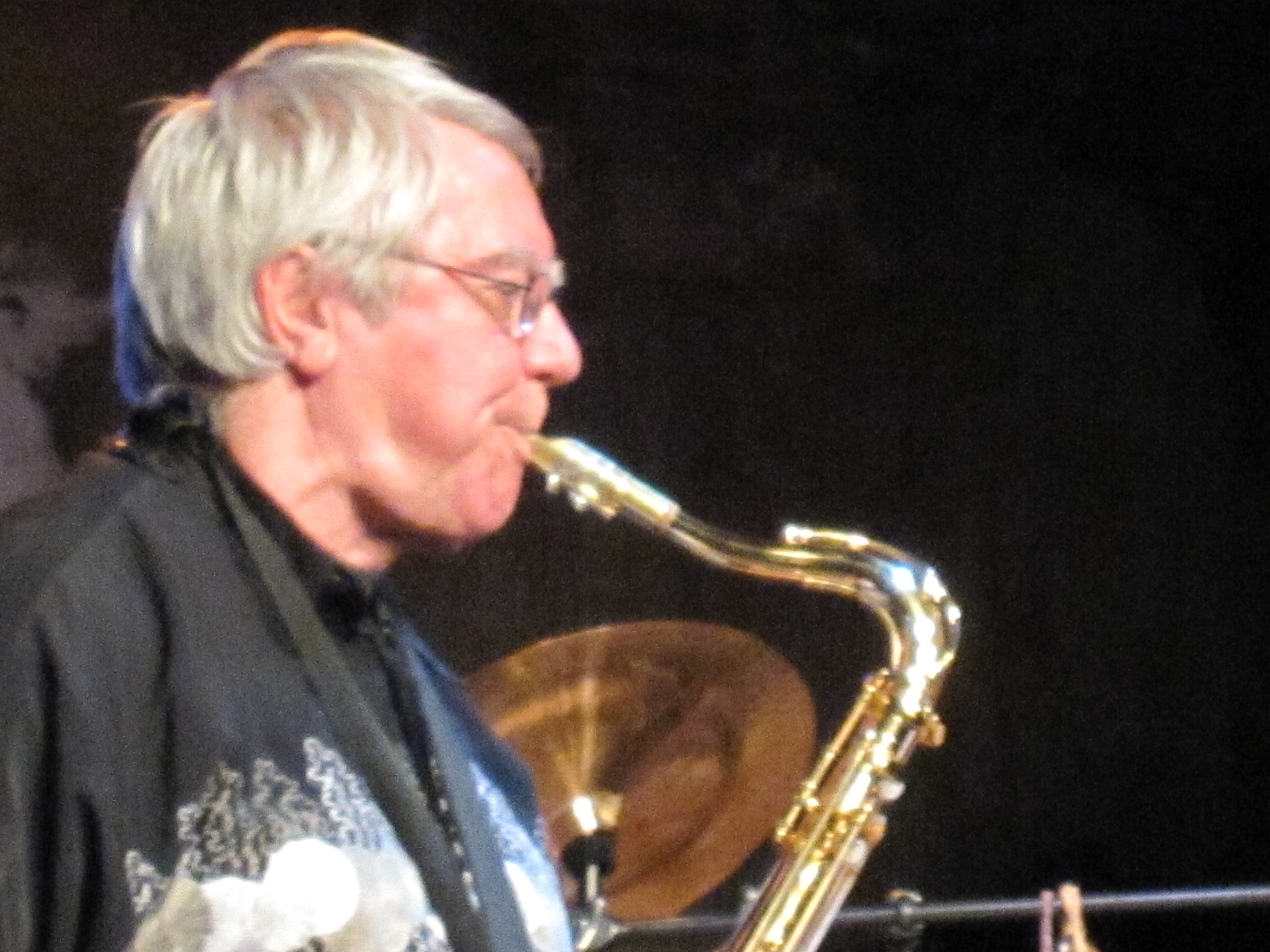
Yochk’o Seffer, 2010
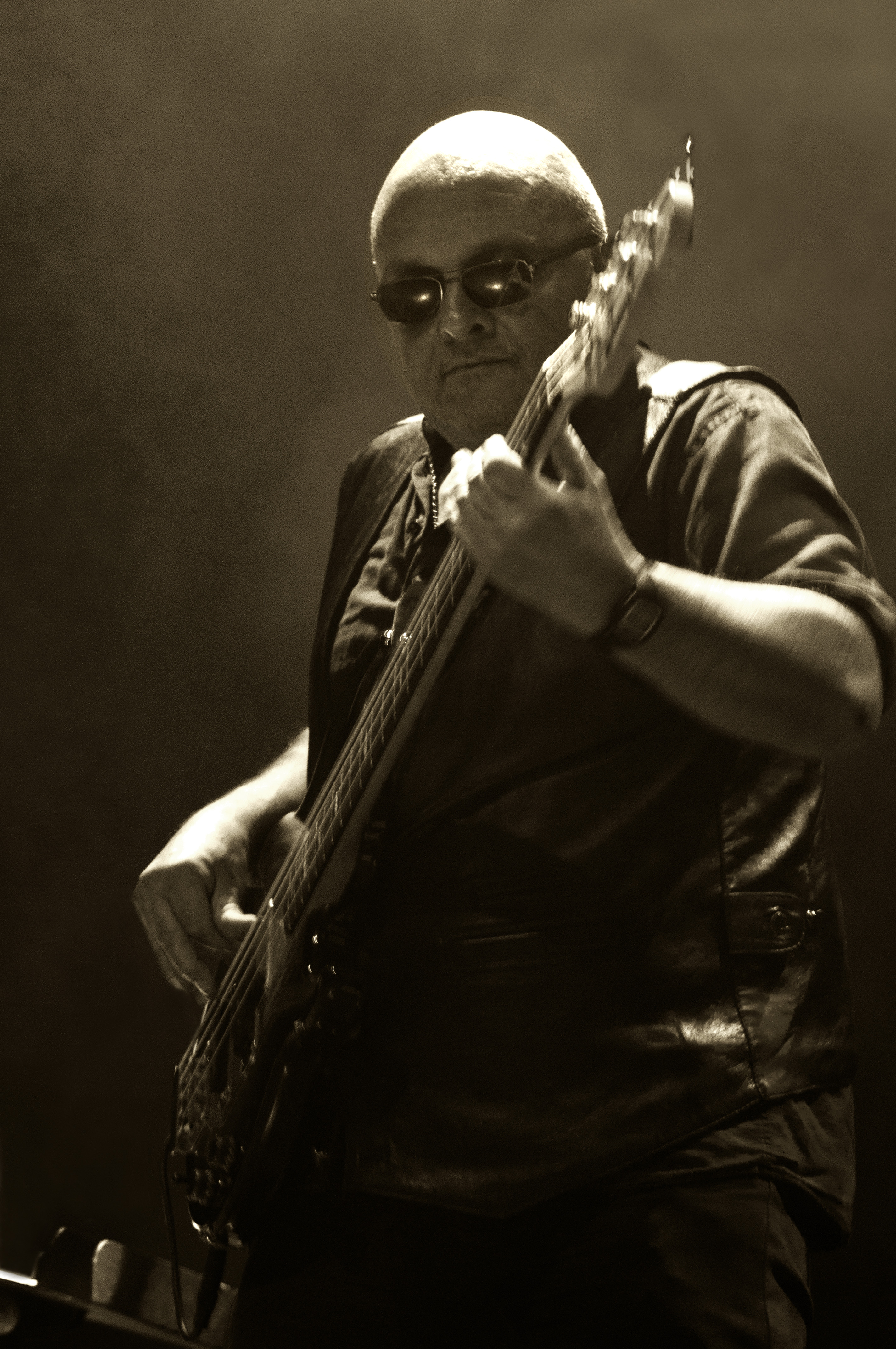
Jannick Top, 2011
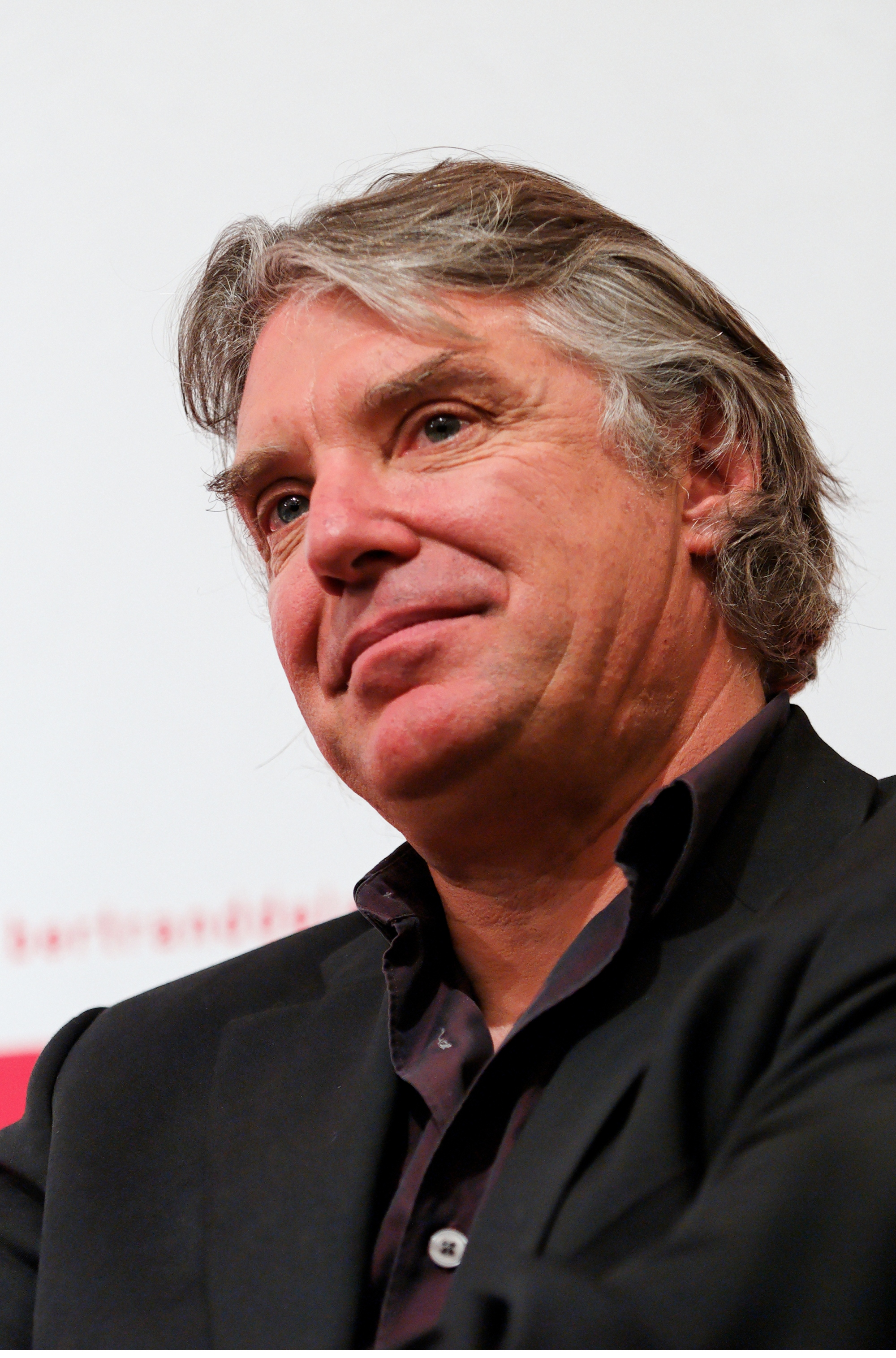
Didier Lockwood, 2008
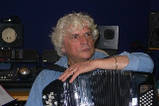
Jacques Bolognesi, 2004
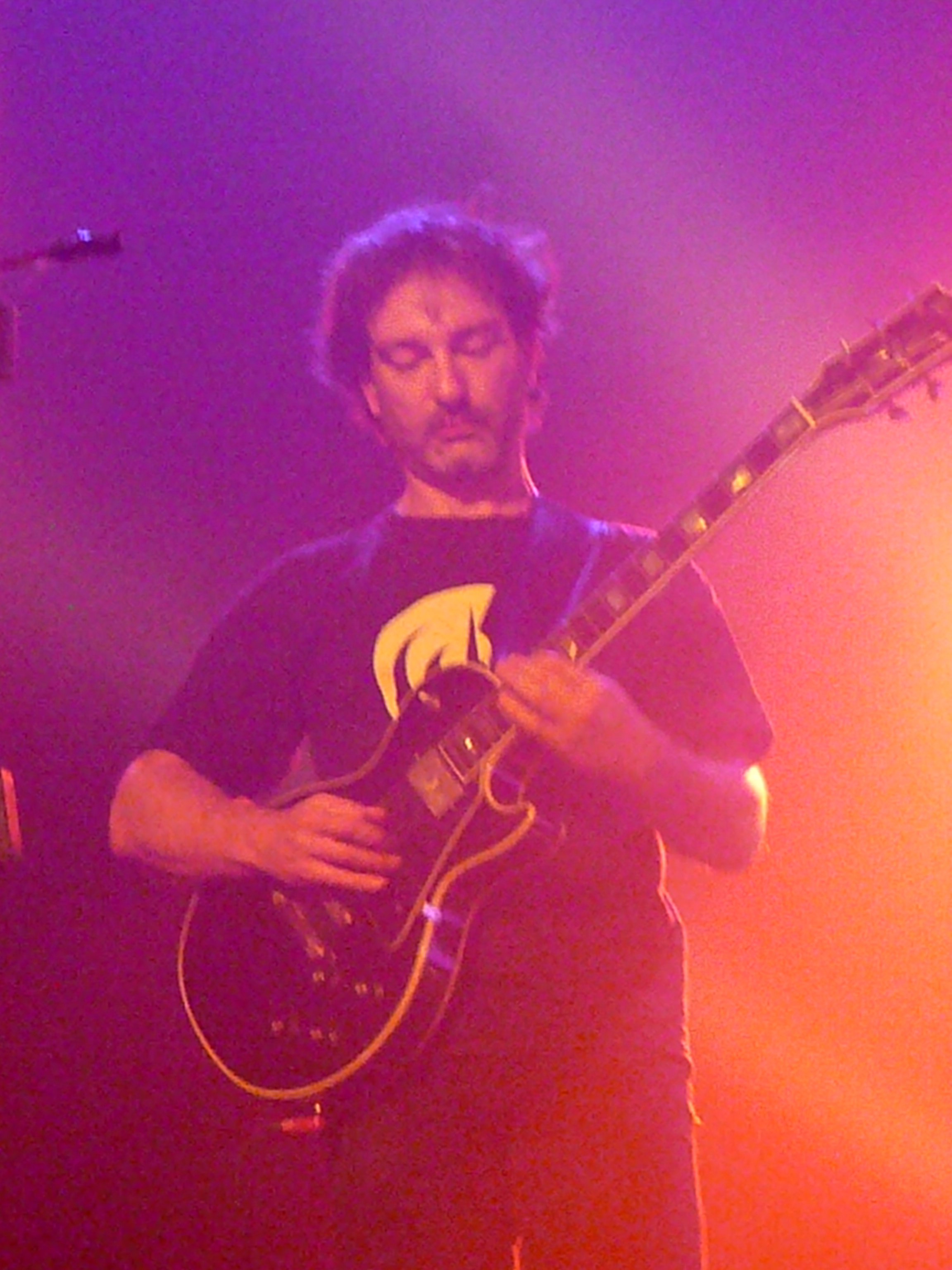
James Mac Gaw, 2010
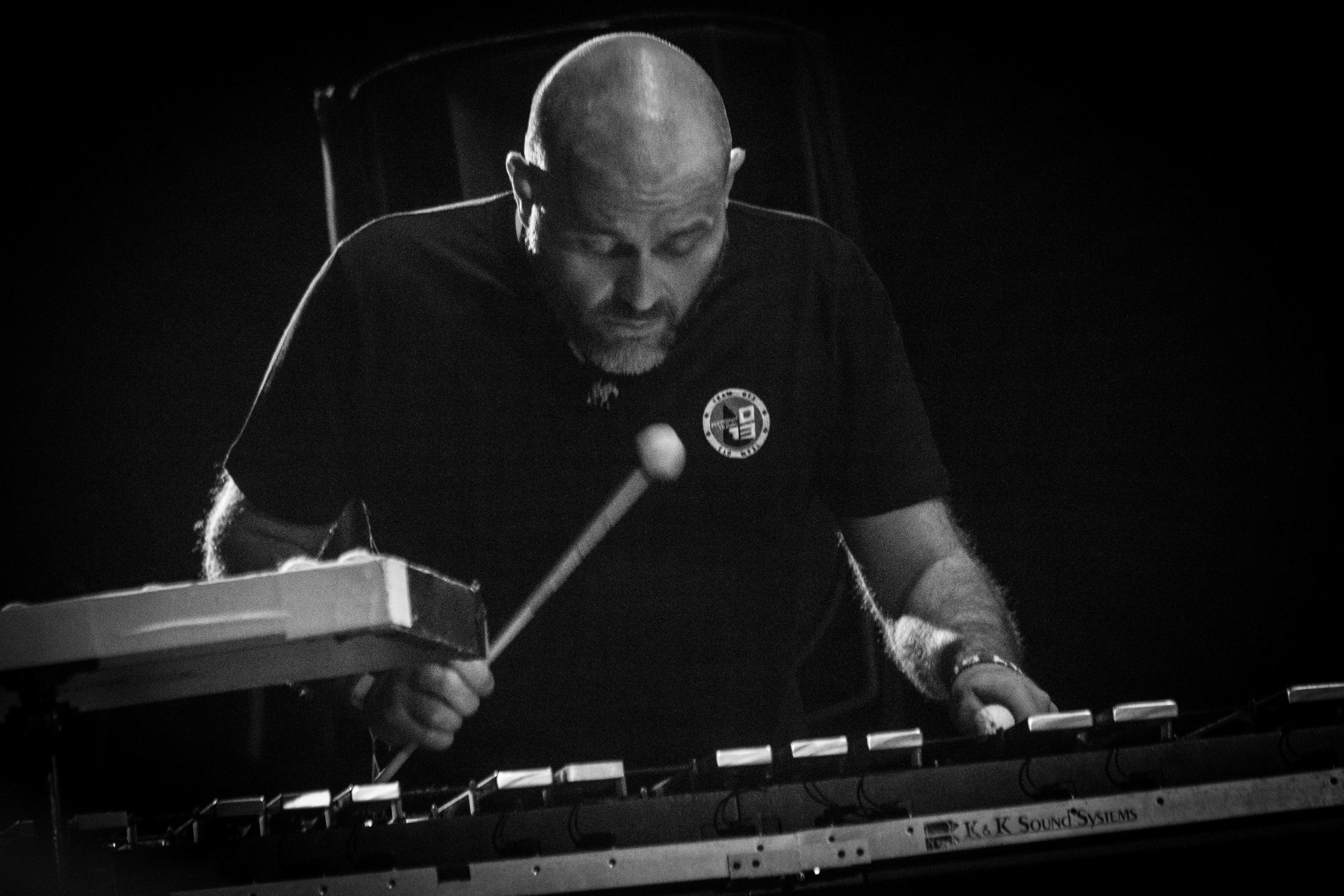
Benoît Alziary
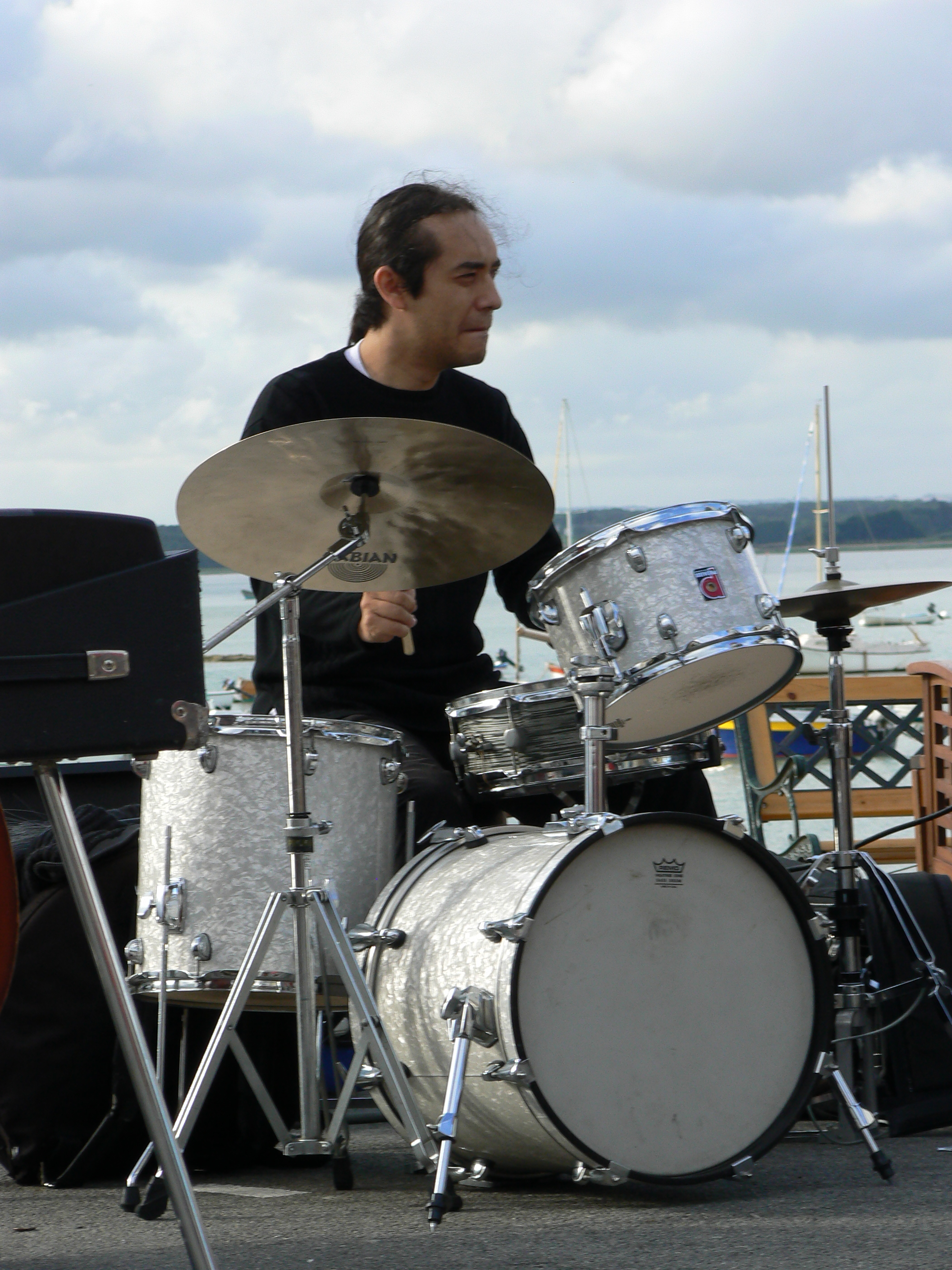
Antoine Paganotti
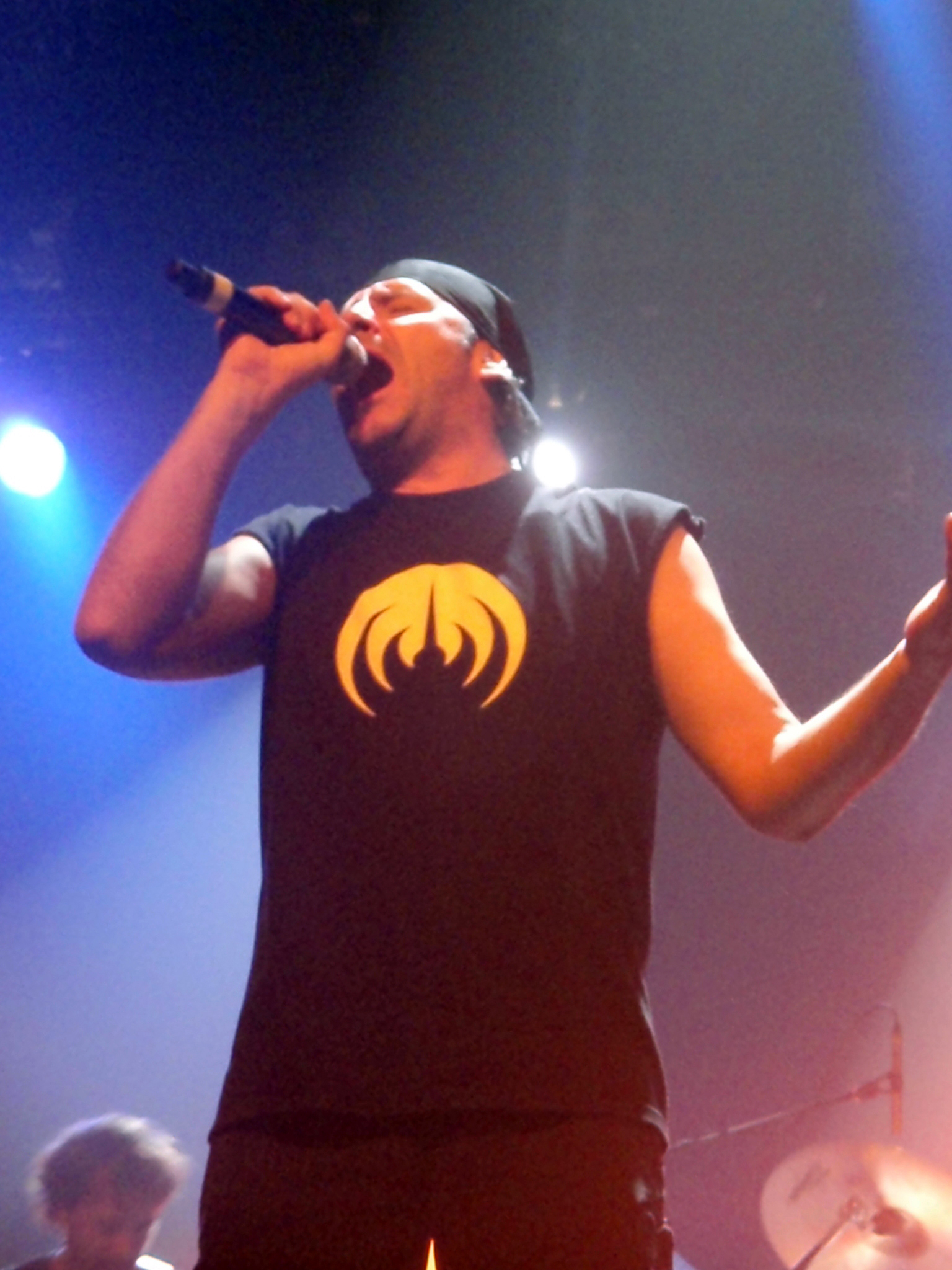
Hervé Aknin, 2010
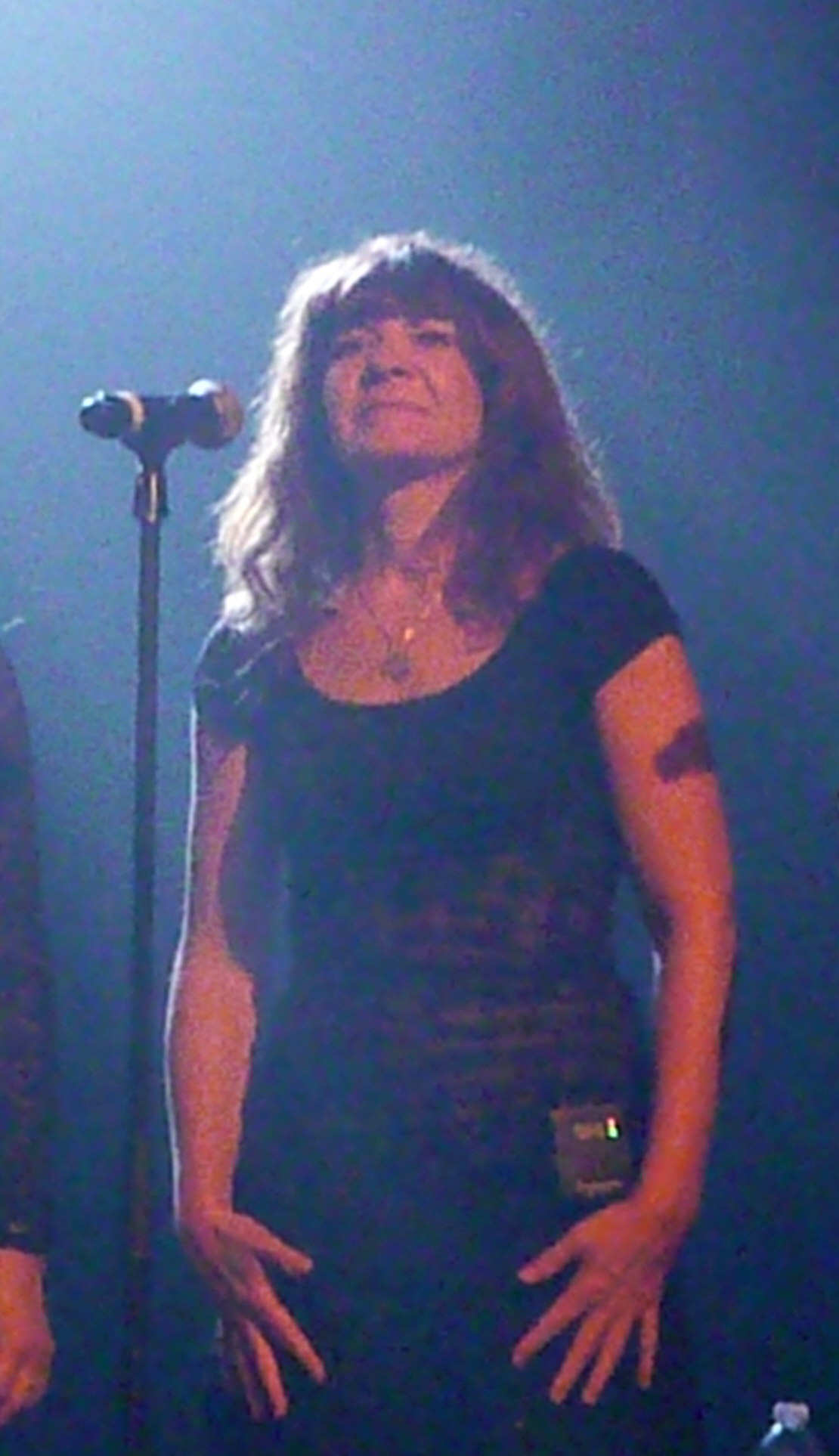
Isabelle Feuillebois, 2010
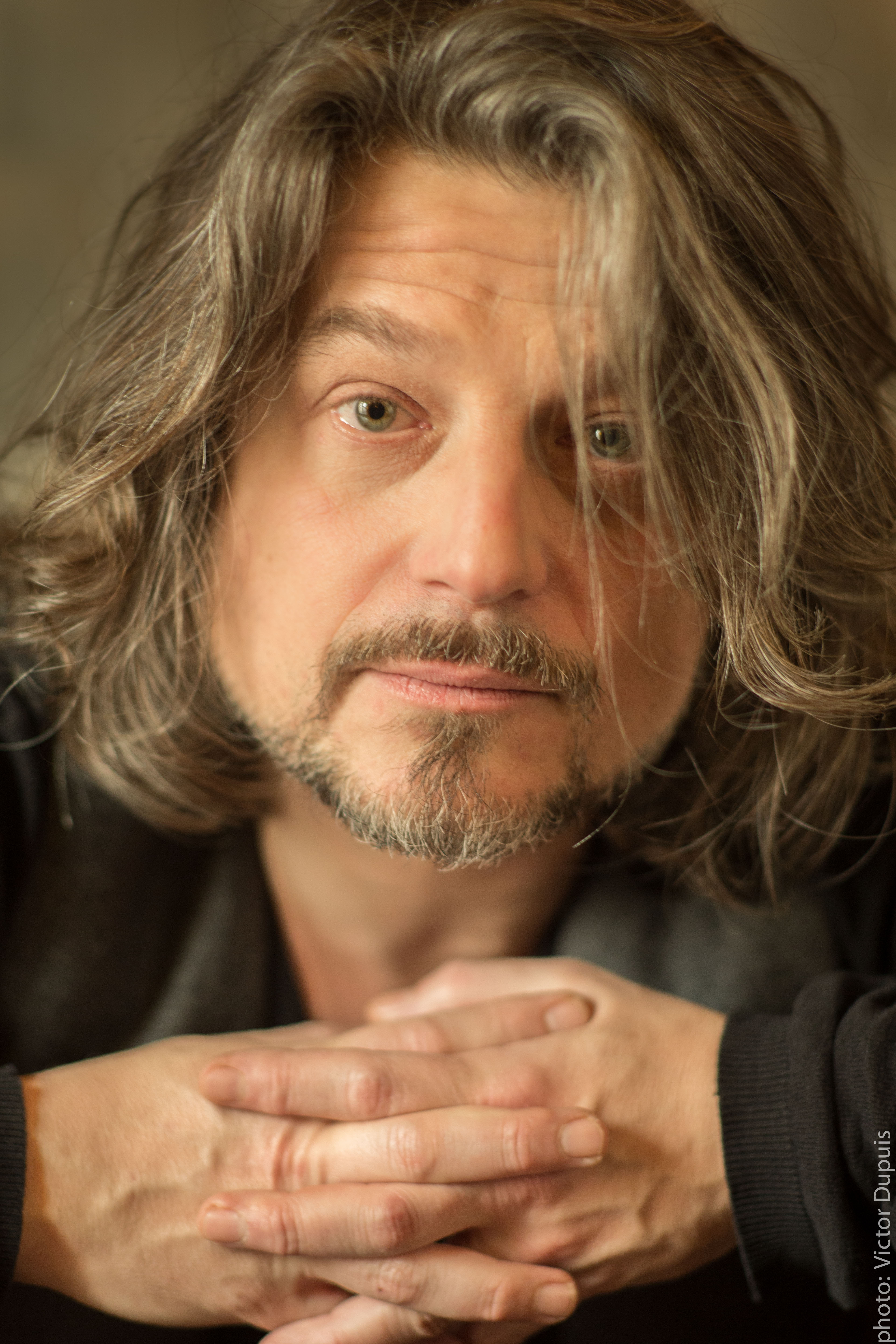
Thierry Eliez, 2013

## Stil
Die Musik von Magma wird von der Rhythmusgruppe um Christian Vander dominiert, die von E-Piano und Bläsern unterstützt wird. Im Laufe der Bandentwicklung blieb die Gruppe dieser Klangmischung treu, der Gesangspart entwickelte sich dabei immer mehr in Richtung ekstatischem, komplexem mehrstimmigen Chorgesang, so dass gleichzeitig bis zu sechs Sängerinnen und Sänger beteiligt waren. Die Besetzung der Band hat sich somit oft verändert. Praktisch auf jedem Album unterschied sich die Besetzung mehr oder weniger stark von der der vorherigen Veröffentlichung. Die einzigen personellen Konstanten waren und sind Stella (seit 1973) und Christian Vander, dessen Schlagzeugstil bis heute die meisten Stücke dominiert, der die meiste Musik komponiert hat und der auch häufig als Sänger in Erscheinung trat. Sein Schlagzeugspiel ist stark vom Jazz-Schlagzeuger Elvin Jones beeinflusst.
Die stark von monolithischer rhythmischer Komplexität und geringer melodischer Modulation geprägte Musik Magmas zeichnet sich von Beginn an durch ausgeprägte Einflüsse von Carl Orff (auf musikalischer Ebene) und John Coltrane (auf spiritueller Ebene, wie Vander betont) aus.
Kennzeichnend für Magma wurden lange Kompositionen mit vertrackter Rhythmik, die den philosophischen und futuristischen Inhalt weniger mit Science-Fiction-Klängen, sondern mehr in theatralischer und emotionaler Form umsetzen.

## Mythos von Kobaïa
Die Musik Magmas erzählt Mythen von dem fiktiven Planeten Kobaïa, der von ausgewanderten Erdenbewohnern kolonisiert wurde. Die beiden ersten Alben der Band beschreiben die Reise nach Kobaïa, die Erleuchtung und die Rückkehr der Astronauten auf eine dem Untergang geweihte Erde. Erlösung verspricht der Glaube an eine Kreuhn Kohrman genannte Lichtgestalt, die die Menschheit aus dem Theusz Hamtaahk, dem Zeitalter des Hasses, führt. Die Trilogie Theusz Hamtaahk beschreibt eine Konfrontation zwischen Erdenbürgern und Kobaïanern, die zweite Trilogie aus den Alben Köhntarkösz, Köhntarkösz Anteria und Ëmëhntëhtt-Rê berichtet von einer Verbindung des frühen Ägypten mit den Kobaïanern. Die Mythologie ist stark von dem esoterischen Buch Urantia beeinflusst, einer Art Pseudo-Bibel, die religiöse Elemente unterschiedlichsten Ursprungs mit naturwissenschaftlichen Erkenntnissen und Science Fiction verbindet. Weiterhin weisen die Motive um den Mythos von Kobaïa, insbesondere der ersten drei Alben, Gemeinsamkeiten mit Johannes Keplers Somnium oder Der Traum vom Mond von 1634, Francis Godwins Roman Der Mann im Mond von 1638 und Cyrano de Bergeracs Die andere Welt (Orig. L’autre monde) auf, deren Werke in den 1970er Jahren in Frankreich neue Popularität erlangten. Mit dem Album Theusz Hamthaak nähern sich die Motive zunehmend der modernen Science-Fiction-Literatur des 20. Jahrhunderts wie H.G. Wells Die Zeitmaschine (Orig. The Time Machine), Olaf Stapledons Die letzten und die ersten Menschen und Der Sternenmacher von 1930 oder Arthur C. Clarks Die letzte Generation von 1953 an. Allerdings hat sich Vander bisher nicht direkt zu den Quellen seiner Inspirationen geäußert.
Christian Vander und Klaus Blasquiz entwickelten die Kunstsprache Kobaïanisch (frz. Kobaïen), in der die meisten Texte der Band vorgetragen werden. Auch tragen die Mitglieder der Gruppe oft kobaïanische Namen, darunter Christian Vander als Zebëhn Straïn dë Ğeuštaah (Aussprache ['zebɛn ʃtrain dɛ 'gœʃta]), Stella Vander als Tauhd Zaïa, Klaus Blasquiz als Klötsz Zaspïaahk (Aussprache [klots 'zas'pjak]) oder Bassist Jannick Top als Ẁahrğenuhr Reuğhelem/ësteh (Aussprache ['va:rgɛ'ny:r 'rœgɛlɛ'moʃtɛ:]). Daneben sind die Texte auf den Plattenhüllen ebenfalls oft in der Sprache des Planeten verfasst. Auch die Genrebezeichnung Zeuhl ist dem Kobaïanischen entlehnt. Zeuhl oder Zeuhl Wortz (Aussprache [zœl vorts]) bedeutet ‚himmlische Musik‘, ‚Musik der allumfassenden Macht‘. Kobaïanisch (oder eine seiner Varianten) wurde über die Jahre zum wichtigen Stilmerkmal des Zeuhl, auch bei anderen Bands wie etwa Weidorje, Koenjihyakkei, Zoïkhem oder Ruins.
Dem Musikjournalisten Siegfried Schmidt-Joos erschien das Kobaïanische in seinem 1973 erschienenen Rock-Lexikon als „eine rückwärts gesprochene Melange aus deutschen und slawischen Sprachbrocken“, tatsächlich entwickelten Vander und Blasquiz die Sprache aber aus dem im Jazz verbreiteten Scat-Gesang, einer Art improvisiertem Singen von rhythmisch und melodisch aneinandergereihten lautmalerischen Silbenfolgen ohne semantischen Gehalt (Bedeutung). Die von Vander und Blasquiz gesungenen Silbenfolgen verdichteten sich nach und nach zu wiederkehrenden Mustern, denen in der Folge Bedeutungen zugewiesen wurden:
- ëmgalaï: Apokalypse
- glao: Blut
- hamataï: begrüßen, Gruß; auch: sei gegrüßt!
- hamtaahk: Hass
- hündïn: ewig
- kreuhn: Übergeordnetes Wesen, Gott
- ẁurdah: Tod
- theusz: Zeit
- zeuhl wortz: himmlische Musik

Einige Wörter scheinen nach französischem bzw. lateinisch/griechischem Vorbild gebildet zu sein, wie z. B.:
- dëstruktïẁ: Zerstörer
- klawiehr: Klavier, Keyboard
- kömmandöh: Kommando
- mëkanïk: Bewegung
- zeuhl: Himmel (franz. ciel)

Allerdings lassen sich lediglich semantische Strukturen identifizieren, Kobaïanisch scheint keinerlei Grammatik aufzuweisen. So bedeutet theusz „Zeit“, hamtaahk „Hass“, und die Verbindung theusz hamtaahk „Zeit des Hasses“. Wie oder ob der Genitiv markiert wird, ist unklar (evtl. durch Wortstellung, Betonung oder Melodie).
Der Beginn des Textes zu Magmas Opus magnum Mëkanïk Dëstruktïẁ Kömmandöh lautet beispielsweise:
„Lah ẁortz rëišfünk dëh ẁërëstëgëuhnzür ünd dëh bündëhr drakeïdah kömmandöh ẁürdï hëul zortsüng. Hurẁah dëh zün Hurẁah dëh Zëbëhn Hurẁah dëh Ğëuštaah Hurẁah dëh ğlëšt Hurẁah dëh kümpkah Hurẁah dëh Hürẁah Hurẁah Kamkaï!“

## Einfluss und Bedeutung
Magmas Einfluss auf die französische Musikszene sowohl des (Progressive) Rock als auch des Jazz ist groß. Zahlreiche bedeutende Musiker aus diesen Bereichen, wie z. B. Jannick Top, Bernard Paganotti und Teddy Lasry, sammelten bei Magma Erfahrungen, die sie später in eine sich neu entwickelnde Musikszene einbrachten. Zudem begründete die Band praktisch im Alleingang den Zeuhl, ein Subgenre des Progressive Rock, dem heute weltweit zahlreiche Bands zuzurechnen sind. Dies umfasst zunächst Bands, die von den zahlreichen im Verlauf der Bandgeschichte involvierten Musikern gegründet wurden, wie Weidorje, Zao oder One Shot und weitere französische Bands wie Dün, Eskaton, Shub-Niggurath, Eider Stellaire, Vortex oder Zoïkhem, aber auch mit Guapo aus Großbritannien, oder belgischen Bands wie Univers Zéro und Present. Vor allem in Japan wurde das Genre von Gruppen wie Bondage Fruit, Koenjihyakkei oder Ruins weiterentwickelt und mit Elementen aus Hard Rock, Heavy Metal und Jazz angereichert. Die Protagonisten des Zeuhl bedienen sich dabei nicht nur der von Magma entwickelten Stilelemente, sondern auch gerne des Kobaïanischen oder einer Variante desselben.

### Fangemeinde
Magma hat eine Reihe prominenter Fans, wie dem Punkrock-Sänger Johnny Rotten (Sex Pistols, Public Image Ltd.), Metal-Musiker Kristoffer Rygg, Steven Wilson von Porcupine Tree, Bruce Dickinson dem Sänger von Iron Maiden, Mikael Åkerfeldt von Opeth, Travis Ryan, dem Sänger von Cattle Decapitation, dem Magier Penn Jillette und dem chilenischen Filmemacher Alejandro Jodorowsky, die alle ihre Bewunderung für die Band bekundeten. Der britische Snooker-Weltmeister Steve Davis erklärte, dass er seit seiner Jugend ein leidenschaftlicher Anhänger der Band ist und in den 1980er Jahren einen großen Teil seiner Siegprämien zur Förderung einer Reihe von Magma-Konzerten in London investierte.
Der Fernsehjournalist Antoine de Caunes schrieb eine Biografie über die Band mit dem Titel Magma.
2017 drehte der kanadische Dokumentarfilmer Laurent Goldstein den Film To Life, Death and Beyond - The Music of Magma. Zu den Interviewpartnern gehören Christian Vander, Stella Vander, James MacGaw, Trey Gunn von King Crimson, Robert Trujillo von Metallica und Jello Biafra von den Dead Kennedys.

## Bandlogo
Das Bandlogo symbolisiert stilisierte Geifvogelklauen und geht auf eine Skizze Christian Vanders für eine Halskette für ihn zurück. Zu dieser Zeit arbeitet Vander mit dem Musiker Laurent Thibault zusammen, mit dessen Tochter als Grafikdesignerin das Logo weiterentwickelt wurde. In den ersten Jahren trugen die Bandmitglieder das Logo als großen, etwa 500 g schweren kupfernen Anhänger an einer Halskette.

## Diskografie

### Studioalben
- 1970: Magma (Wiederveröffentlichung als Kobaïa)
- 1971: 1001° Centigrades (Wiederveröffentlicht als 2)
- 1973: Mekanïk Destruktïw Kommandöh
- 1974: Ẁurdah Ïtah
- 1974: Köhntarkösz
- 1976: Üdü Ẁüdü
- 1977: Attahk
- 1984: Merci
- 1989: Mekanïk Kommandöh
- 2004: Köhntarkösz Anteria (Alternativname K.A)
- 2009: Ëmëhntëhtt-Rê
- 2012: Félicité Thösz
- 2014: Rïah Sahïltaahk
- 2015: Šlaǧ Tanƶ
- 2019: Zëss
- 2022: Kartëhl

### Livealben
- 1975: Live / Hhaï
- 1976: Inédits
- 1981: Retrospektïẁ III
- 1981: Retrospektïẁ I-II
- 1992: Les Voix de Magma
- 1994: Théâtre du Taur, Concert 1975
- 1995: Concert Bobino 1981
- 1996: Concert 1971, Bruxelles: Théâtre 140
- 1996: Concert 1976, Opéra de Reims
- 1999: BBC 1974 Londres
- 2001: Theusz Hamtaahk Trilogie
- 2008: Bourges 1979
- 2009: Live in Tokyo (Aufnahmen von 2005)
- 2014: Zühn Wöhl Ünsaï – Live in Bremen 1974
- 2015: Alhambra I et II (Aufnahme von 2009, Erstveröffentlicht in Köhnzert Zünd)
- 2018: Marquee Club 1974 (Aufnahmen von 1974) (AKT 18)
- 2021: ESKÄHL 2020 (Bordeaux, Toulouse, Perpignan) (AKT 19)

### Weitere Aufnahmen
- 1972: The Unnamables (als Univeria Zekt)
- 1993: Mythes Et Légendes (1970–1980) (mit gesprochenen Einleitungen von Stella und Christian Vander)
- 1995: Baba Yaga la Sorcière, quand les enfants chantent Magma
- 1997: Kompila
- 1998: Flöë Ëssi / Ëktah
- 1998: Simples
- 2008: Studio Zünd
- 2015: Köhnzert Zünd
- 2023: Magma une histoire de Mekanik Coffret 50 ans Mëkanïk Dëstruktïw Kömmandöh

### Videoalben
- 2001: Theusz Hamtaahk Trilogie
- 2004: Concert Bobino 1981
- 2006: Mythes et légendes Epok I
- 2006: Mythes et légendes Epok II
- 2007: Mythes et légendes Epok III
- 2008: Mythes et légendes Epok IV
- 2013: Mythes et légendes Epok V
- 2016: Nĭhăo Hamtaï: Magma. First Chinese tour
- 2017: Ëmëhntëhtt-Rê Trilogie

### Filmographie
- 1973 – Pardon, Genossen! Edel sei der Mensch, hilflos und reich (französischer Originaltitel: Moi y'en a vouloir des sous)[38]

## Film
- To Life, Death and Beyond. The Music of Magma, Dokumentation von Laurent Goldstein, Kanada 2017[33]
- Magma zu Gast bei Ground Control. Regie: Thierry Gautier, Sylvain Leduc. Arte, Frankreich 2021